# Елса (Іллінойс)
Елса (англ. Elsah) — селище (англ. village) в США, в окрузі Джерсі штату Іллінойс. Населення — 519 осіб (2020).

## Географія
Елса розташована за координатами 38°57′15″ пн. ш. 90°21′19″ зх. д. / 38.95417° пн. ш. 90.35528° зх. д. (38.954035, -90.355387).  За даними Бюро перепису населення США в 2010 році селище мало площу 2,83 км², уся площа — суходіл.

## Демографія
Згідно з переписом 2010 року, у селищі мешкали 673 особи в 108 домогосподарствах у складі 56 родин. Густота населення становила 238 осіб/км².  Було 129 помешкань (46/км²).
Расовий склад населення:
| - 93,5 % — білих - 1,5 % — чорних або афроамериканців - 0,7 % — азіатів - 0,4 % — вихідців з тихоокеанських островів - 0,3 % — корінних американців - 1,6 % — осіб інших рас |

До двох чи більше рас належало 1,9 %. Частка іспаномовних становила 3,3 % від усіх жителів.
За віковим діапазоном населення розподілялося таким чином: 3,9 % — особи молодші 18 років, 90,2 % — особи у віці 18—64 років, 5,9 % — особи у віці 65 років та старші. Медіана віку мешканця становила 21,4 року. На 100 осіб жіночої статі у селищі припадало 85,4 чоловіків;  на 100 жінок у віці від 18 років та старших — 86,5 чоловіків також старших 18 років.
Середній дохід на одне домашнє господарство  становив 65 497 доларів США (медіана — 46 563), а середній дохід на одну сім'ю — 74 904 долари (медіана — 63 125). Медіана доходів становила 55 625 доларів для чоловіків та 42 917 доларів для жінок. За межею бідності перебувало 9,2 % осіб, у тому числі 24,0 % дітей у віці до 18 років та 0,0 % осіб у віці 65 років та старших.
Цивільне працевлаштоване населення становило 379 осіб. Основні галузі зайнятості: освіта, охорона здоров'я та соціальна допомога — 72,3 %, мистецтво, розваги та відпочинок — 13,7 %, роздрібна торгівля — 3,2 %, виробництво — 2,4 %.